# Targoum Pseudo-Jonathan
Le Targoum Pseudo-Jonathan est un targoum (traduction) occidental de la Torah. Il était connu à l'époque médiévale sous le titre Targoum Yerushalmi (« Targoum de Jérusalem »), mais en raison d'une erreur d'imprimeur, il fut plus tard renommé Targoum Jonathan en référence à Jonathan ben Uzziel. Certaines éditions du Pentateuque continuent de l'appeler ainsi. Au XXIe siècle, des chercheurs le nomment également Yerushalmi I pour le distinguer d'un autre Targoum judéen, dont on ne connaît que des fragments (Yerushalmi II).

## La question de l'auteur
Le Talmud rapporte que Yonatan ben Uziel, un étudiant de Hillel, réalisa une traduction araméenne des Prophètes. Il ne mentionne pas de traduction par lui de la Torah. Les chercheurs s'accordent donc à dire que ce Targoum n'est pas dû à Yonatan ben Uziel. En fait, Azaria di Rossi (XVIe siècle) rapporte qu'il a vu deux Targoumim de la Torah complets et très similaires, l'un appelé Targoum Yonatan Ben Uziel et l'autre appelé Targoum Yerushalmi. Une explication classique en est que le titre originel de cette œuvre était Targoum Yerushalmi, qui fut abrégée en ת"י (TY), et ces initiales furent développées de façon erronée en Targoum Yonatan, et précisées de façon également erronée en Targoum Yonatan ben Uziel. C'est pour cette raison que les chercheurs l'appellent "Targoum Pseudo-Jonathan".
Le premier des manuscrits cités par de Rossi est considéré comme la base de la première édition imprimée à Venise en 1591 sous le titre fautif de Targoum Yonatan ben Uziel. Le second manuscrit, qui existe toujours, se trouve au British Museum et fut publié en 1903 par Ginsburger.

## Datation
La date de sa composition est matière à controverse. L'opinion majoritaire, sur la base d'une critique interne de l'œuvre, est qu'il ne peut pas être antérieur à la conquête arabe du Proche-Orient bien qu'il intègre des textes plus anciens. Par exemple, la femme d'Ismaël est appelée par le nom arabe légendaire de Fatima. La limite basse de sa composition est indiquée par les premières citations de l'œuvre dans des commentaires du XVe siècle. Gottlieb place sa composition vers la fin du VIIIe siècle. D'un autre côté, parce que les Geonim ne le connaissent pas et que Rashi ne le mentionne pas, Rieder place sa réalisation quelque temps après Rashi, peut-être à l'époque des Croisades. Le seul manuscrit qui a survécu a probablement été rédigé au XVIe siècle et on ignore combien de copies le sépare de l'original.
Cependant, on trouve un Rachi qui le cite ainsi : פרות הבשן. נשי השרים והסגנים וי"ת עתירי נכסיא (Amos 4,1), et selon son expression, il le cite non comme Yeroushalmi mais comme Yonathan : "Et Yonathan traduit :". La thèse de Rieder est donc sujette à caution. 

## Contenu
Ce targoum est davantage qu'une simple traduction. Il inclut beaucoup de matériel de la Aggada rassemblé depuis diverses sources aussi tardives que le Midrash Rabba ainsi que du matériel plus ancien du Talmud. Il est de tous les Targoums celui incluant le plus de paraphrases. Ainsi, « il unit des traditions anciennes à de plus récentes », en combinant traduction et commentaire. Dans les parties relevant purement de la traduction, il est souvent en accord avec le Targoum Onkelos, mais d'autres passages révèlent une parenté avec d'autres Targoums palestiniens ou la tradition rabbinique.
Ce targoum a influencé les créateurs du programme iconographique de la synagogue de Doura Europos dont les fresques incorporent de nombreux détails tirés de ce texte.